# Chal (bebida)

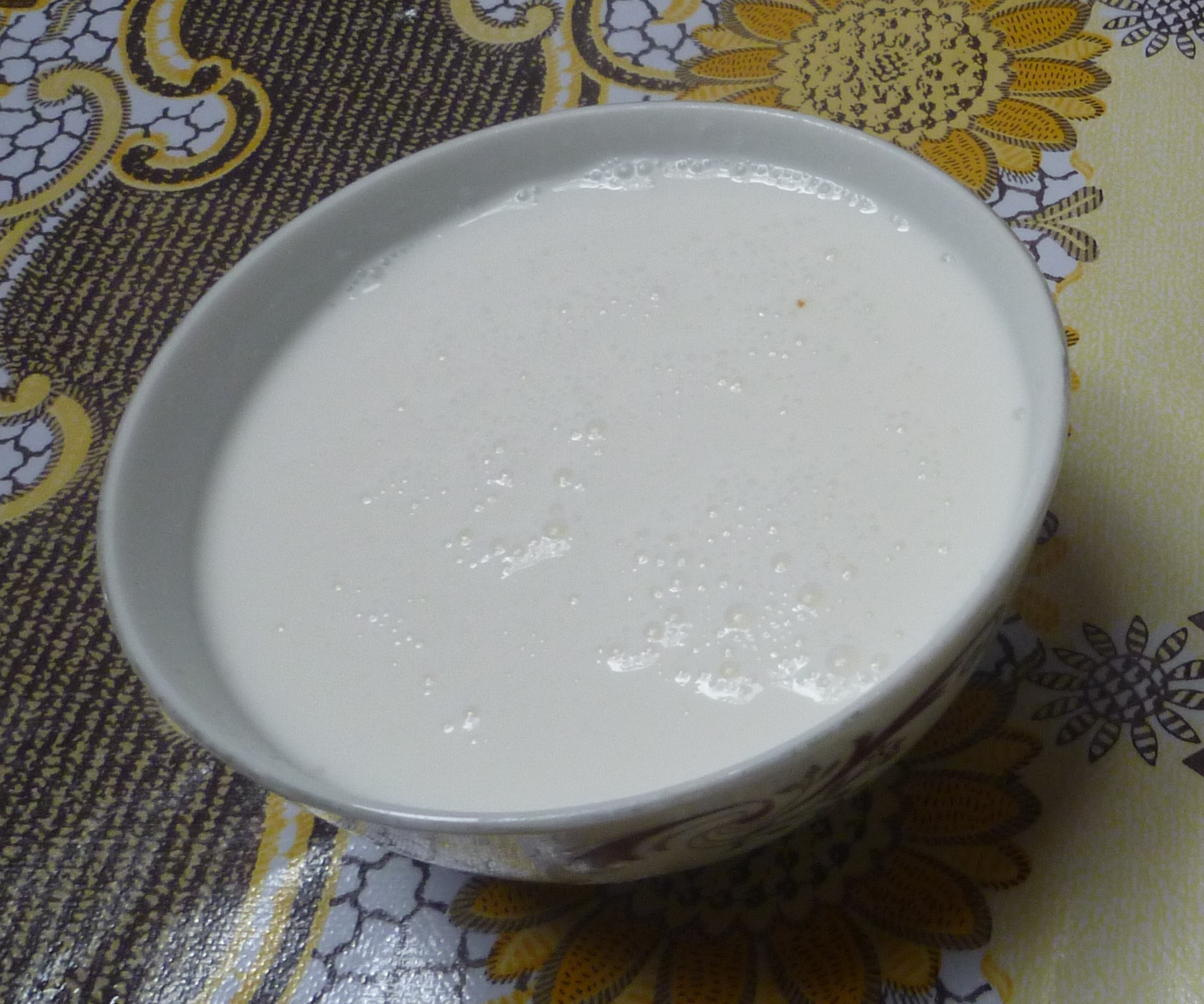

Chal (no Turquemenistão) ou shubat (no Cazaquistão) é leite de camela fermentado, uma bebida típica da Ásia Central, onde era uma das principais fontes de alimentos dos pastores nómadas. Para além das suas caraterísticas organolépticas, nomeadamente uma cor muito branca, uma consistência espessa e um sabor bastante ácido, do gosto daqueles povos, este iogurte resiste em boas condições durante bastante tempo, mesmo no calor do deserto. 
Apesar de ser desnatado durante a sua preparação (e a nata usada para preparar agaran), o chal contém ainda bastante gordura, para além de proteínas, vitaminas e cálcio, que fazem desta bebida uma importante fonte de nutrientes. Além de ser considerada refrescante, o que lhe dá mais importância durante o tórrido verão daquela região. O chal é também servido com chá, que é outra bebida central na cultura destes povos. 
Tradicionalmente, o chal é preparado fazendo o leite levantar fervura e logo a seguir arrefecer, quando se retira a nata e se mistura chal já preparado ou outro tipo de iogurte, para transferir para o leite as bactérias responsáveis pela sua fermentação. 